# San Miguel del Pino
San Miguel del Pino es un municipio y localidad española de la provincia de Valladolid, en la comunidad autónoma de Castilla y León. Su término municipal cuenta con una población de 367 habitantes (INE 2024).

## Geografía
Integrado en la comarca de Tierra del Vino de la provincia de Valladolid, se sitúa a 26 kilómetros de la capital provincial. El término municipal está atravesado por la Autovía de Castilla  A-62  en el pK 145. El relieve del municipio está caracterizado por la llanura ribereña del río Duero, el cual pasa por el pueblo y hace de límite con Villanueva de Duero y Tordesillas. También pasa por el territorio el Canal de Tordesillas. La altitud del municipio oscila entre los 705 metros en un páramo al oeste y los 670 metros a orillas del Duero. El pueblo se alza a 678 metros sobre el nivel del mar. 

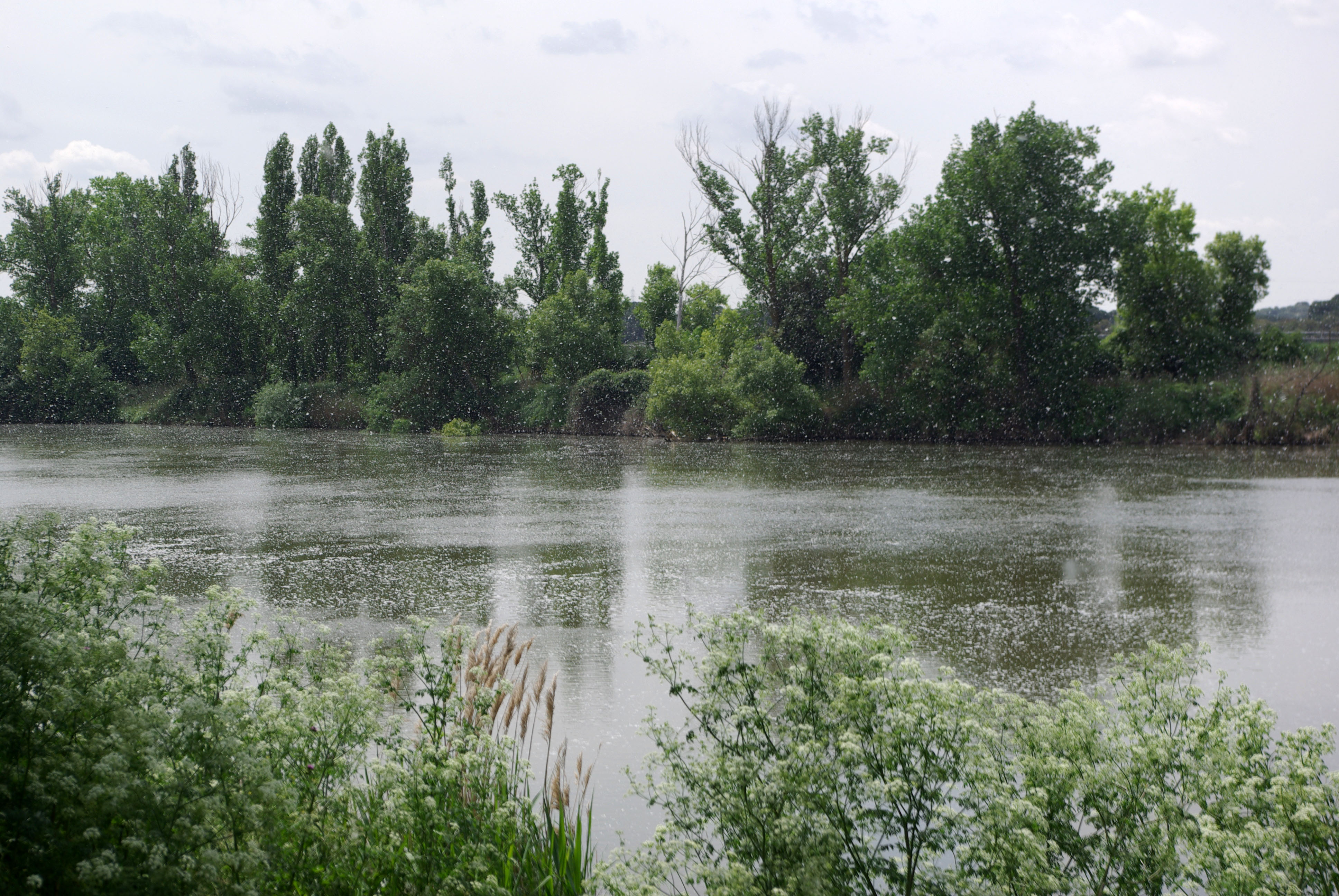
El río Duero a su paso por esta localidad

| Noroeste: Tordesillas | Norte: Tordesillas | Noreste: Tordesillas         |
| Oeste: Tordesillas    |                    | Este: Villanueva de Duero    |
| Suroeste: Tordesillas | Sur: Tordesillas   | Sureste: Villanueva de Duero |

## Historia

### SigloXIX
Así se describe a San Miguel del Pino en la página 410 del tomo XI del Diccionario geográfico-estadístico-histórico de España y sus posesiones de Ultramar, obra impulsada por Pascual Madoz a mediados del siglo XIX:

MIGUEL DEL PINO (SAN)

Lugar con ayuntamiento en la provincia, audiencia territorial, capitanía general y diócesis de Valladolid (4 leguas), partido judicial de Mota del Marqués (4 1/2).
Situado en llano a la margen izquierda del río Duero, con buena ventilación y clima sano.
Tiene 65 casas, la consistorial, escuela de instrucción primaria; una iglesia parroquial (San Miguel Arcángel) servida por un cura cuya plaza es de provisión del ordinario; hay un cementerio situado en posición que no ofende a la salubridad pública.
Término: confina con los de Velliza, El Pedroso, Tordesillas y Villamarciel.
El terreno en su mayor parte llano y pedregoso, es arenisco; le baña el río Duero, cuyo paso facilita una barca correspondiente a los propios.
Caminos: los locales en muy mal estado por algunos puntos.
Correo: se recibe y despacha en Tordesillas.
Producciones: cereales, legumbres y vino.
Industria: la agrícola y algunos de los oficios más indispensbales.
Comercio: exportación del sobrante de frutos, e importación de los artículos que faltan.
Población: 31 vecinos, 115 almas.

Capital productivo: 311.860 reales. Imponible: 134.159 reales. Contribución: 5.979 reales 18 maravedíes.

## Demografía

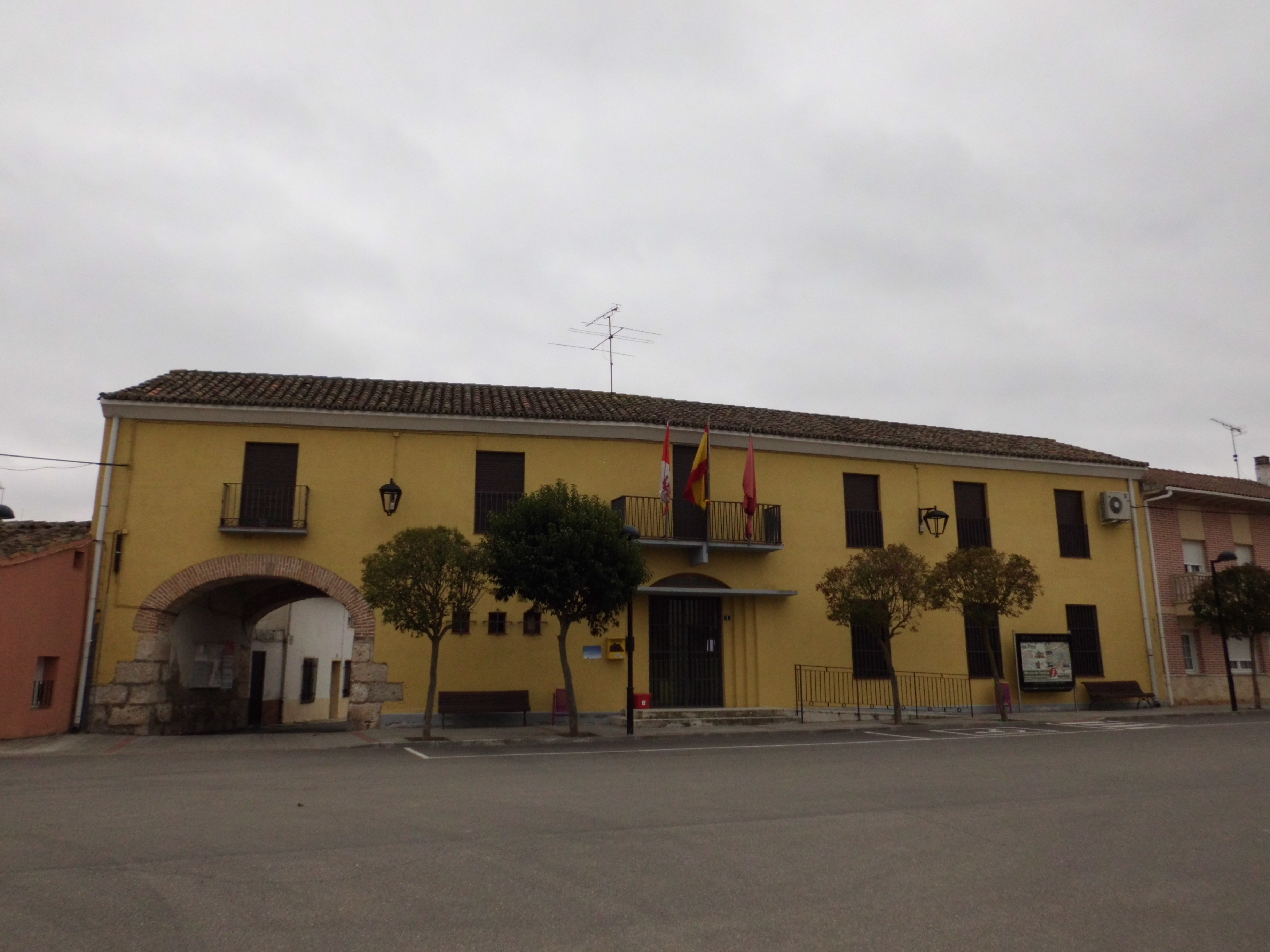
Casa consistorial

Cuenta con una población de 367 habitantes (INE 2024).
| Gráfica de evolución demográfica de San Miguel del Pino entre 1842 y 2021                                             |
| |
| Población de derecho según los censos de población del INE. Población de hecho según los censos de población del INE. |

## Patrimonio
La iglesia de San Miguel de San Miguel del Pino ostenta la figura de Bien de Interés Cultural en la categoría de monumento. Fue declarada como tal el 8 de mayo de 1981.